# Marian Masłoń
Marian Lucjan Masłoń (ur. 11 lutego 1930 w Sosnowcu, zm. 11 grudnia 2004 w Sosnowcu) – piłkarz (obrońca), reprezentant Polski w piłce nożnej, trener I klasy, jeden z najlepszych piłkarzy w historii Zagłębia Sosnowiec i propagator futbolu wśród zagłębiowskiej młodzieży.

## Kariera piłkarska
Karierę obrońcy rozpoczynał w 1945 w RKU Sosnowiec. W 1949 trafił do kadry seniorów sosnowieckiej Stali, następczyni RKU. Od 1951 odbywał służbę wojskową jako piłkarz OWKS Kraków (obecnie WKS Wawel Kraków), z którą to drużyną wywalczył awans do pierwszej ligi. W I lidze zadebiutował 16 sierpnia 1952 r. w meczu OWKS Kraków - Górnik Radlin 1:1.
W 1953 powrócił do rodzinnego miasta. Od 1955 kapitan sosnowieckiej drużyny. Szczytem jego kariery były w 1956 dwukrotne występy, jako pierwszego zagłębiowskiego zawodnika, w reprezentacji Polski (w meczach z Norwegią i Bułgarią). Kontuzjowany w 1959 zmuszony został zakończyć karierę piłkarską – oficjalne pożegnanie nastąpiło w 1960. 

Jako piłkarz zadziwiał wysokimi umiejętnościami, ambicją, wolą walki i wysoką kulturą gry.  Jego niespełnionym marzeniem pozostała chęć uczestniczenia w 1956 w olimpiadzie w Melbourne.

Pochowany został na sosnowieckim cmentarzu przy Alei Mireckiego.

### Statystyki piłkarskie
W I lidze rozegrał 85 meczów jako zawodnik dwóch klubów:
- OWKS Kraków – 10 mecze,
- Stal, późniejsze Zagłębie Sosnowiec – 75 meczów.

| Sezon     | Klub           | Liga          | Mecze | Gole | Uwagi             |
| --------- | -------------- | ------------- | ----- | ---- | ----------------- |
| 1950      | Stal Sosnowiec | II liga       | 9     | 0    |                   |
| 1951      | OWKS Kraków    | II liga       | ?     | ?    | awans do I ligi   |
| 1952      | OWKS Kraków    | I liga        | 10    | 0    |                   |
| 1953      | Stal Sosnowiec | II liga       | ?     | 0    |                   |
| 1953/1954 | Stal Sosnowiec | Puchar Polski | ?     | 0    | półfinał          |
| 1954      | Stal Sosnowiec | II liga       | 20    | 0    | awans do I ligi   |
| 1955      | Stal Sosnowiec | I liga        | 15    | 0    | wicemistrz Polski |
| 1955/1956 | Stal Sosnowiec | Puchar Polski | 1     | 0    |                   |
| 1956      | Stal Sosnowiec | I liga        | 22    | 0    |                   |
| 1956/1957 | Stal Sosnowiec | Puchar Polski | 2     | 0    |                   |
| 1957      | Stal Sosnowiec | I liga        | 15    | 0    |                   |
| 1958      | Stal Sosnowiec | I liga        | 22    | 0    | spadek do II ligi |
| 1959      | Stal Sosnowiec | II liga       | 7     | 1    | awans do I ligi   |
|           | suma           | II liga       | ?     | ?    |                   |
|           | suma           | I liga        | 85    | 0    |                   |
|           | suma           | Puchar Polski | ?     | 0    |                   |

## Kariera trenerska
W latach 1967–1977 trenował sosnowiecką drużynę rezerw i drużyny młodzieżowe, a w 1979 został asystentem I trenera. W latach 1984–1994 był koordynatorem sekcji młodzieżowej. Jako szkoleniowiec wypromował takich zawodników jak Włodzimierz Mazur czy Wojciech Rudy.

## Kariera reprezentacyjna
Jest pierwszym zawodnikiem Stali Sosnowiec, który wystąpił w reprezentacji Polski. W reprezentacji Polski A wystąpił w 2 meczach.
| l.p. | Data             | Miejsce | Gospodarz | Przeciwnik | Rezultat | Rozgrywki  | Grał | Uwagi | Zawodnik klubu |
| ---- | ---------------- | ------- | --------- | ---------- | -------- | ---------- | ---- | ----- | -------------- |
| 1.   | 30 maja 1956     | Oslo    | Norwegia  | Polska     | 0:0      | towarzyski | 90'  |       | Stal Sosnowiec |
| 2.   | 26 sierpnia 1956 | Wrocław | Polska    | Bułgaria   | 1:2      | towarzyski | 90'  |       | Stal Sosnowiec |

Ponadto wystąpił w 4 oficjalnych meczach reprezentacji Polski B.
| l.p. | Data                | Miejsce  | Gospodarz | Przeciwnik | Rezultat | Rozgrywki  | Grał | Uwagi | Zawodnik klubu |
| ---- | ------------------- | -------- | --------- | ---------- | -------- | ---------- | ---- | ----- | -------------- |
| 1.   | 26 czerwca 1956     | Rzeszów  | Polska B  | Bułgaria B | 1:1      | towarzyski | 73'  |       | Stal Sosnowiec |
| 2.   | 15 lipca 1956       | Poznań   | Polska B  | Węgry B    | 3:6      | towarzyski | 90'  |       | Stal Sosnowiec |
| 3.   | 22 lipca 1956       | Lipsk    | NRD B     | Polska B   | 0:0      | towarzyski | 90'  |       | Stal Sosnowiec |
| 4.   | 7 października 1956 | Warszawa | Polska B  | Francja B  | 1:1      | towarzyski | 90'  |       | Stal Sosnowiec |

## Sukcesy
- wicemistrzostwo Polski w 1955 ze Stalą Sosnowiec
- awans do I ligi 1951 z OWKS Kraków oraz 1954, 1959 ze Stalą Sosnowiec
- półfinał Pucharu Polski 1954 ze Stalą Sosnowiec